# Dove siete? Io sono qui
Dove siete? Io sono qui és una pel·lícula italiana del 1993 dirigida per Liliana Cavani.
La pel·lícula explica la història de dos nois sords amb una actitud diferent davant la vida.

## Argument
La mare rica de Fausto sempre es va negar a acceptar el fet que el seu fill fos sord i sempre el va instar a utilitzar la seva veu i a limitar l'ús de la llengua de signes. Fausto és un jove ben integrat, ha aconseguit una feina fixa al banc i adora la seva tia materna, l'única que sempre l'ha acceptat tal com és. Un dia Fausto coneix i s'enamora de l'Elena, que també pateix sordesa, i deixa la seva xicota "oficial" aprovada per la seva mare. El jove se'n va a viure amb l'Elena i es pren una excedència de la feina per ajudar-la a continuar l'últim trimestre de cinquè d’institut, atès que la noia ho havia decidit uns mesos abans per interrompre els seus estudis. El somni dels dos nois és que Elena, apassionada del llatí i en particular de la poesia de Valeri Catul, un cop hagi obtingut el seu examen de maduresa pugui anar a Washington i estudiar en una universitat especial per a persones amb discapacitat. Més tard, la mare del Fausto s'enfronta a l'Elena -que mentrestant ha estat admesa als exàmens- acusant-la de voler aprofitar la generositat del seu fill. Consternada, Elena surt de casa i és atropellada per un cotxe. Fausto es dirigeix a l'hospital. Adormint-se a la sala, el funeral de l'Elena li apareix en somni, però quan es desperta li diuen que la seva xicota està fora de perill.

## Repartiment
- Chiara Caselli: Elena Setti
- Gaetano Carotenuto: Fausto
- Anna Bonaiuto: mare de Fausto
- Valeria D'Obici: tia di Fausto
- Ines Nobili: Maria, ex de Fausto
- Giuseppe Perruccio: pare di Fausto
- Doriana Chierici: mare di Elena
- Carla Cassola: professora de llatí
- Pino Micol: director de banca
- Paola Mannoni: directora
- Maria Inversi: logopedista
- Ko Murobushi: dansaire de Butoh
- Alessio Boni: dj
- Niccolò Fabi: dj
- Roberto Angelini: assistent del dansaire

## Premis
- 1993 - Festival Internacional de Cinema de Venècia[3]
  - Copa Volpi a la millor actriu secundària (Anna Bonaiuto)[4]
- 1993 - Grolla d'oro[5]
  - Millor actriu a Chiara Caselli
  - Millor actor revelació a Gaetano Carotenuto
- 1994 - Nastro d'argento[6][7]
  - Nastro d'argento a la millor actriu protagonista a Chiara Caselli